# 科斯特羅姆卡 (別里斯拉夫區)
47°8′17″N 33°8′59″E / 47.13806°N 33.14972°E
科斯特羅姆卡（烏克蘭語：Костромка）是位於烏克蘭南部的村莊，由赫爾松州別里斯拉夫區的大亞歷山德里夫卡市鎮負責管轄。該村始建於1903年，面積1.28平方公里，海拔高度66米，2001年人口181，人口密度每平方公里141.6人。